# Velarifictorus bogabilla
Velarifictorus bogabilla är en insektsart som först beskrevs av Otte, D. och R.D. Alexander 1983.  Velarifictorus bogabilla ingår i släktet Velarifictorus och familjen syrsor. Inga underarter finns listade i Catalogue of Life.